# ドン・ボルドウィン
ドン・ボルドウィン（英語: Don Baldwin, 1977年11月15日 - ）は、アメリカ合衆国出身の男性元フィギュアスケート選手(ペア)。兄はフィギュアスケート選手のジョン・ボルドウィン。パートナーは妻のティファニー・ヴァイスなど。
2010年アイスチャレンジ2位。

## 人物
2015年8月23日、パートナーのティファニー・ヴァイスと結婚した。

## 経歴
1977年アメリカイリノイ州エバンストン生まれ。2歳でスケートを始める。父母はともにショースケーターで、5歳上の兄ジョンは後に2度の全米ペアチャンピオン、オリンピック選手となる。
アイスダンスや男子シングルでも競技会に出場し、2001-02年シーズンにはシングルで全米フィギュアスケート選手権本選にも進出する。
2002-03年シーズンにジャクリーン・マストンとのペアでも全米選手権本選に進出。2004-05年シーズンからはペアに専念し、2009-10年シーズンにジェニファー・ブルンとのペアで2度目の全米選手権本選に進出を果たす。
2009年にティファニー・ヴァイスとのペアを結成。全米8位の成績を上げ、翌2010-11年シーズンに32歳での国際競技会デビューを果たしたアイスチャレンジで2位となる。
2013年4月、引退を発表。引退後はショースケーターやコーチとして活動していく。

## 主な戦績
| 大会/年            | 2009-10 | 2010-11 | 2011-12 | 2012-13 |
| ------------------ | ------- | ------- | ------- | ------- |
| 全米選手権         | 8       | 6       | 9       | 10      |
| GPロステレコム杯   |         |         |         | 6       |
| GPスケートカナダ   |         |         |         | 6       |
| GPスケートアメリカ |         |         | 6       |         |
| USクラシック       |         |         |         | 3       |
| ネーベルホルン杯   |         |         | 7       |         |
| アイスチャレンジ   |         | 2       |         |         |

### 詳細
| 2012-2013 シーズン    |                                                      |          |          |           |
| 開催日                | 大会名                                               | SP       | FS       | 結果      |
| 2013年1月20日 - 27日  | 全米フィギュアスケート選手権（オマハ）               | 10 44.41 | 9 98.94  | 10 143.35 |
| 2012年11月9日 - 11日  | ISUグランプリシリーズ ロステレコム杯（モスクワ）     | 7 45.91  | 6 97.24  | 6 143.15  |
| 2012年10月26日 - 28日 | ISUグランプリシリーズ スケートカナダ（ウィンザー）   | 7 46.47  | 6 94.74  | 6 141.21  |
| 2012年9月12日 - 16日  | USインターナショナルクラシック（ソルトレイクシティ） | 5 40.99  | 3 102.35 | 3 143.34  |

| 2011-2012 シーズン    |                                                      |          |          |          |
| 開催日                | 大会名                                               | SP       | FS       | 結果     |
| 2012年1月22日 - 29日  | 全米フィギュアスケート選手権（サンノゼ）             | 10 45.65 | 9 95.32  | 9 140.97 |
| 2011年10月21日 - 23日 | ISUグランプリシリーズ スケートアメリカ（オンタリオ） | 7 51.55  | 6 103.87 | 6 155.42 |
| 2011年9月22日 - 24日  | 2011年ネーベルホルン杯（オーベルストドルフ）         | 7 43.59  | 6 89.06  | 7 132.65 |

| 2010-2011 シーズン    |                                                |         |         |          |
| 開催日                | 大会名                                         | SP      | FS      | 結果     |
| 2011年1月23日 - 30日  | 全米フィギュアスケート選手権（グリーンズボロ） | 5 54.29 | 7 96.97 | 6 151.26 |
| 2010年10月11日 - 12日 | 2010年アイスチャレンジ（グラーツ）             | 2 48.7  | 2 92.67 | 2 141.37 |

| 2009-2010 シーズン   |                                            |         |         |          |
| 開催日               | 大会名                                     | SP      | FS      | 結果     |
| 2010年1月15日 - 16日 | 全米フィギュアスケート選手権（スポケーン） | 9 51.88 | 7 97.74 | 8 149.62 |

| 2008-2009 シーズン   |                                                |          |          |           |
| 開催日               | 大会名                                         | SP       | FS       | 結果      |
| 2009年1月18日 - 25日 | 全米フィギュアスケート選手権（クリーブランド） | 14 43.35 | 19 62.64 | 18 105.99 |

## プログラム使用曲
| シーズン  | SP                                                                                | FS | EX                                       |
| --------- | --------------------------------------------------------------------------------- | --- | ---------------------------------------- |
| 2012-2013 | Open Arms by Piano Classic Players 振付：フィリップ・ミルズ                       | 映画『レジェンド・オブ・フォール/果てしなき想い』サウンドトラックより 作曲：ジェームズ・ホーナー タイム・トゥ・セイ・グッバイ 指揮：エリック・カンゼル 振付：ダグ・ラドレ                      |                                          |
| 2011-2012 | 映画『パイレーツ・オブ・カリビアン』サウンドトラックより 作曲：クラウス・バデルト | 映画『レジェンド・オブ・フォール/果てしなき想い』サウンドトラックより 作曲：ジェームズ・ホーナー タイム・トゥ・セイ・グッバイ 指揮：エリック・カンゼル 振付：ダグ・ラドレ                      |                                          |
| 2010-2011 | 映画『パイレーツ・オブ・カリビアン』サウンドトラックより 作曲：クラウス・バデルト | Mona Lisa OVERDRIVE 曲：ジュノ・リアクター 映画『ミッション』サウンドトラックより 作曲：エンニオ・モリコーネ                                                                                   | Time for Miracles 曲：アダム・ランバート |
| 2009-2010 | 悲しき願い 編曲：サンタ・エスメラルダ                                             | Mona Lisa OVERDRIVE 曲：ジュノ・リアクター 映画『ミッション』サウンドトラックより 作曲：エンニオ・モリコーネ 映画『トランスフォーマー』サウンドトラックより 作曲：スティーブ・ジャブロンスキー |                                          |